# Josefskapelle Sonnwendstein

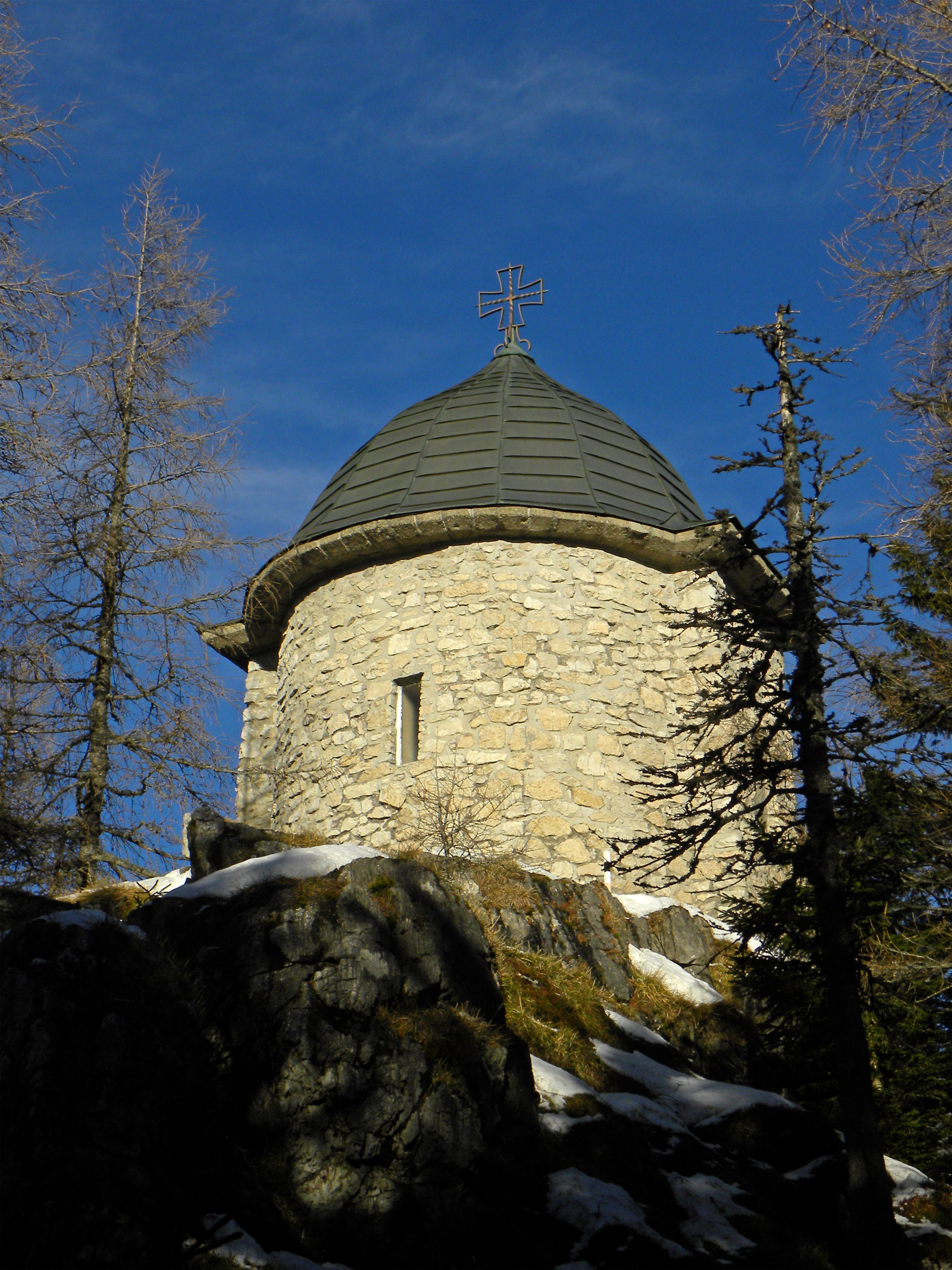
Katholische Kapelle hl. Josef auf dem Sonnwendstein

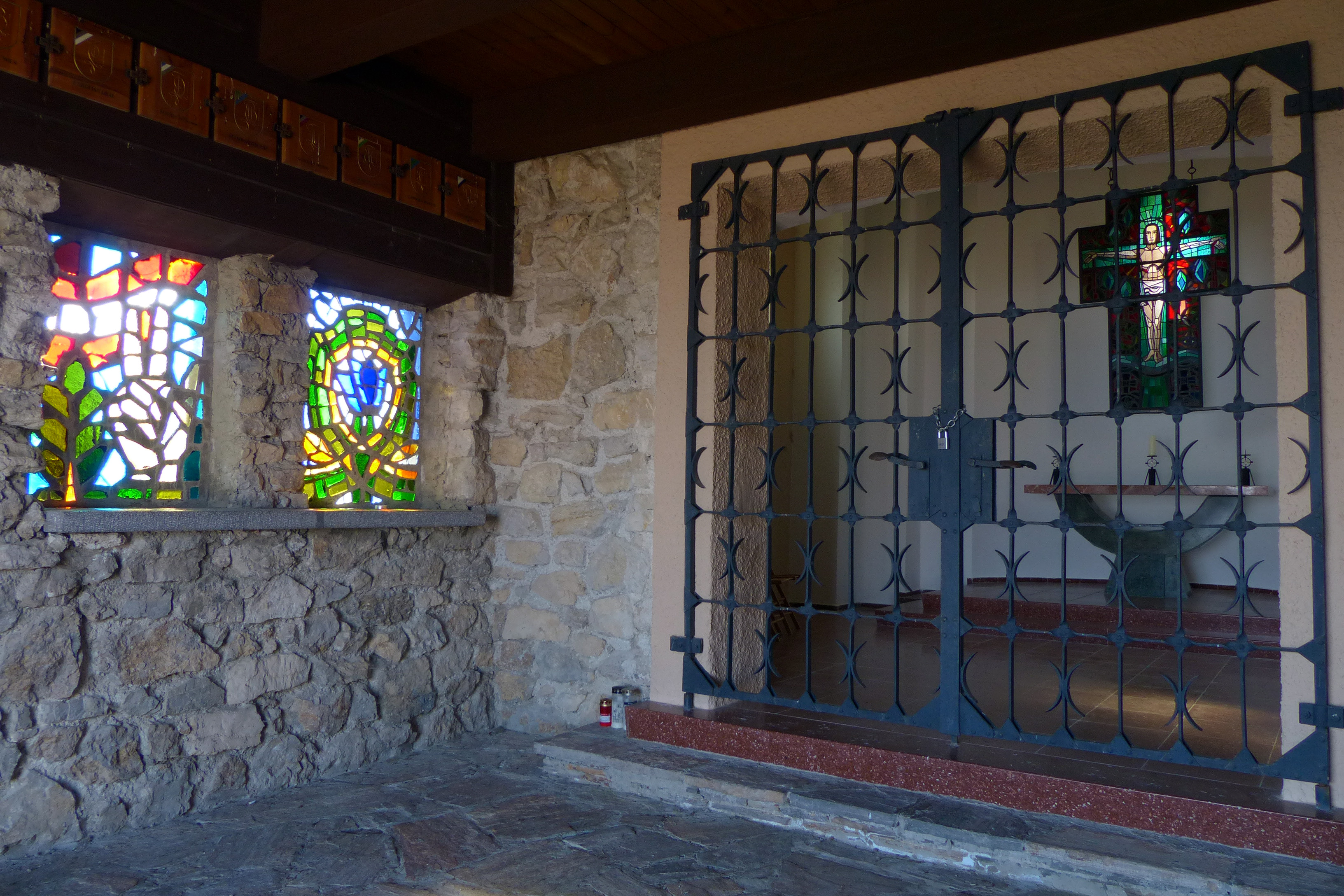

Die römisch-katholische Josefskapelle Sonnwendstein steht auf dem Gipfel des Sonnwendsteins in der Marktgemeinde Schottwien im Bezirk Neunkirchen in Niederösterreich. Die dem Patrozinium des Heiligen Josef von Nazaret unterstellte Kapelle der Pfarre Semmering gehört zum Dekanat Gloggnitz in der Erzdiözese Wien. Die Kapelle steht unter Denkmalschutz (Listeneintrag).

## Beschreibung
Seit dem Frühjahr 1934 hatte Jaromir Diakow, der Leiter des Österreichischen Arbeitsdienstes, erwogen, ein Denkmal des Arbeitsdienstes errichten zu lassen. Die Baubewilligung wurde am 7. September 1934 erteilt. Zum Gedenken an die 1935 bei einem Autounfall tödlich verunglückte Herma Schuschnigg wurde nach den Plänen des Architekten Willy Modl von Werksoldaten des Arbeitsdienstes 1935 der Bau einer Kapelle am Gipfel des Sonnwendsteins begonnen, die am 4. Juli 1936 durch Kardinal Theodor Innitzer dem Heiligen Josef geweiht wurde.
1955 wurde die Kapelle vom Österreichischen Cartellverband (ÖCV) als Gedächtniskapelle erworben.
Nach Kriegsschäden im Zweiten Weltkrieg erfolgte der Wiederaufbau und die Umgestaltung nach Plänen des Malers Siegfried Koller zu einer Gedenkstätte für die Gefallenen der beiden Weltkriege, insbesondere die Gebirgsjäger.
Unter der Ausnutzung der topographischen Gegebenheiten wurde ein steinsichtiger Bruchsteinbau erbaut. Es gibt einen flachgedeckten Rechtecksaal unter einer Holzbalkendecke mit einem überhöhten Chor unter einem Glockendach. Den Altar, ein Kreuz und die Beton- und Bleiglasfenster schuf Siegfried Koller.